# ライリー・サーモン
ライリー・サーモン（Riley Salmon、1976年7月2日 - ）はアメリカ合衆国の元男子バレーボール選手。現役時代のポジションはアウトサイドヒッター。元アメリカ代表。

## 来歴
- クラブチーム

アマリロ出身。1999年、イタリアセリエA2のVolley Livornoへ入団し、プロとしてのキャリアをスタートさせる。2001年、ギリシャリーグのPAOK Thessalonikiへ移籍。2001/02シーズンのリーグでは5位となった。2002/03シーズンはAris Thessalonikiで活躍した。2003/04シーズンはロシアのIskra Odintsovoでプレーし、ロシアリーグ4位、欧州チャンピオンズリーグでは準優勝となった。2004/05シーズンはギリシャのOlympiacosでプレーしリーグ準優勝とCEVカップ優勝を果たした。2005/06シーズンはトルコのArkas Spor Kulübüでプレーしリーグ優勝に貢献した。2006/07シーズンはポーランドリーグのAZS Częstochowaで活躍した。2007/08シーズンはイタリアセリエA1のTop Volley Cisternaでプレーした。2009/10シーズンはブラジル・スーパーリーガのItambé/Minasでプレーした。2011年よりアルゼンチンのOnce Unidosに入団し、4年間在籍した。
- 代表チーム

2001年、アメリカ代表に初選出され、同年のワールドリーグでデビューした。2002年、世界選手権に出場した。2003年、ワールドカップでは4位となった。2004年、アテネ五輪に出場した。2005年のグラチャンでは銀メダルを獲得した。2007年のワールドカップで4位となった。2008年のワールドリーグと北京五輪では金メダルを獲得した。2010年の世界選手権、2011年のワールドカップに出場した。

## 球歴
- オリンピック - 2004年、2008年
- 世界選手権 - 2002年、2006年、2010年
- ワールドカップ - 2003年、2007年、2011年
- グラチャン - 2005年
- ワールドリーグ - 2001年、2007年、2008年、2010年、2012年

## 所属クラブ
- Volley Livorno（1999-2001年）
- PAOK Thessaloniki（2001-2002年）
- Aris Thessaloniki（2002-2003年）
- Iskra Odintsovo（2003-2004年）
- Olympiacos（2004-2005年）
- Arkas Spor Kulübü（2005-2006年）
- AZS Częstochowa（2006-2007年）
- Top Volley Cisterna（2007-2008年）
- Volley Treviso（2008-2009年）
- Itambé/Minas（2009-2010年）
- Paul Mitchell（2010-2011年）
- Once Unidos（2011-2014年）